# Georgische Socialistische Sovjetrepubliek
De Georgische SSR (Georgisch: საქართველოს საბჭოთა სოციალისტური რესპუბლიკა; sakartvelos sabtsj'ota socialist'uri resp'ublik'a, Russisch: Грузинская Советская Социалистическая Республика; Groezinskaja Sovjetskaja Sotsialistitsjeskaja Respoeblika) ontstond op 25 februari 1921 uit de Democratische Republiek Georgië, nadat het Rode Leger het land veroverd had. De Georgische SSR was een socialistische sovjetrepubliek en maakte vanaf diens oprichting op 30 december 1922 deel uit van de Sovjet-Unie. In februari 1922 werd de Abchazische SSR onderdeel van de Georgische SSR, nadat het op 31 maart 1921 nog losgetrokken was van Georgië. Vanaf 12 maart 1922 werden de Georgische-, Armeense- en de Azerbeidzjaanse SSR samen de Transkaukasische SFSR. Deze federatie binnen de Sovjet-Unie werd op 5 december 1936 opgeheven waarna de Georgische SSR een losse unierepubliek binnen de Sovjet-Unie werd.
Binnen de Georgische SSR waren er drie autonome bestuurseenheden:
- Abchazische Autonome Socialistische Sovjetrepubliek (ASSR, autonome republiek)
- Adzjarische Autonome Socialistische Sovjetrepubliek (ASSR)
- Zuid-Ossetische Autonome Oblast (AO, autonome regio)

De Georgische SSR verklaarde zich op 9 april 1991 onafhankelijk van de Sovjet-Unie als de Republiek Georgië.

## Zie ook

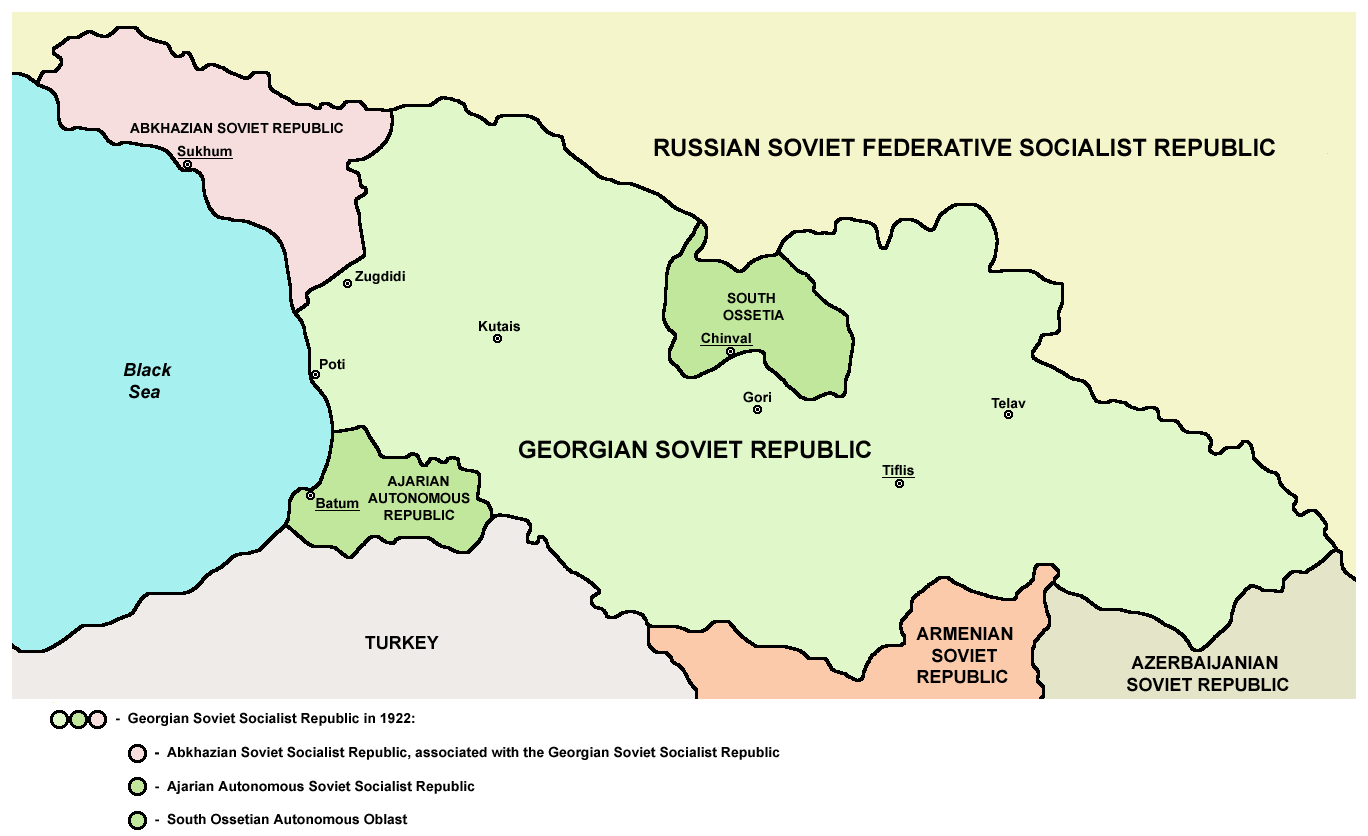
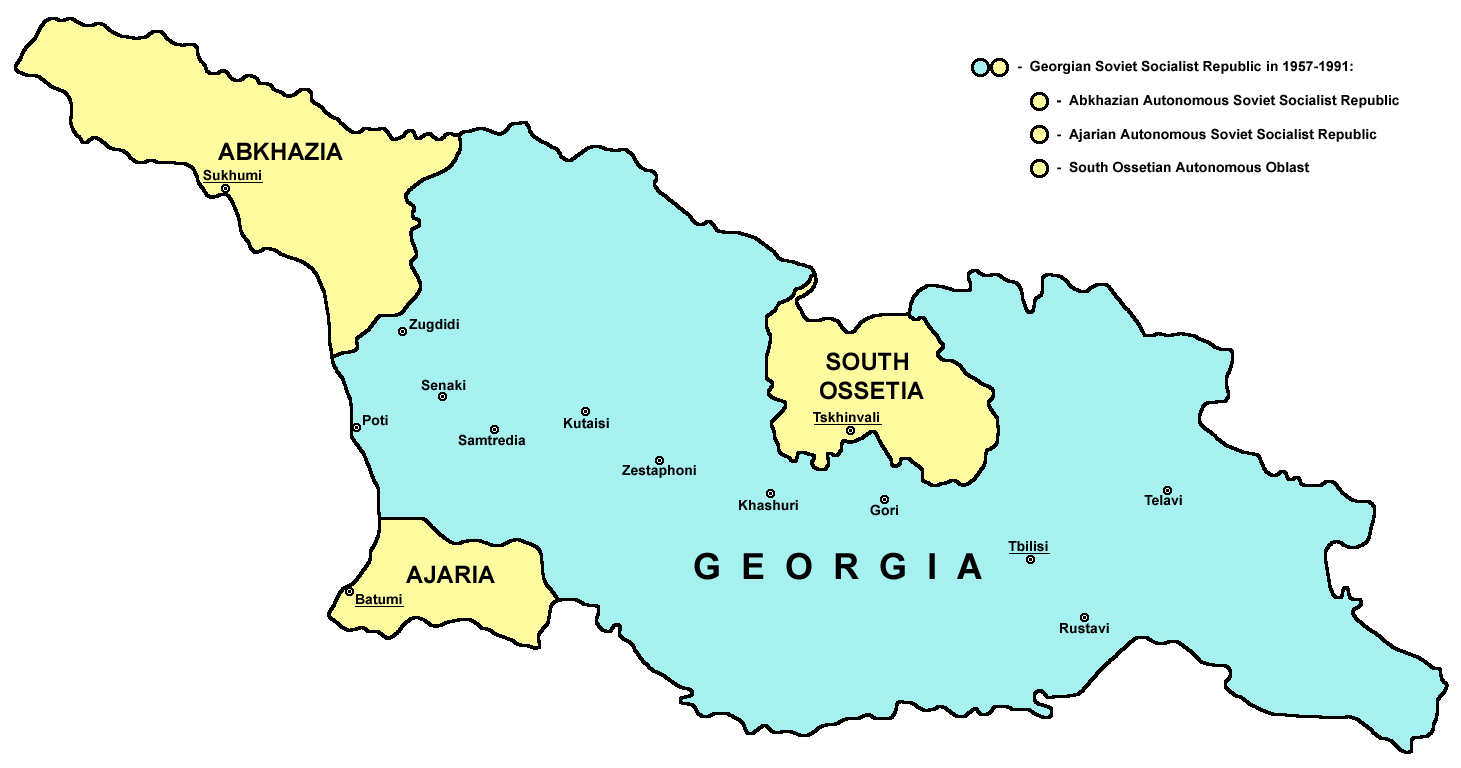